# Ičeňský rajón
Ičeňský rajón (ukrajinsky Ічнянський район) byl rajón v Černihivské oblasti na Ukrajině. Hlavním městem byla Ičňa a rajón měl přibližně 30 tisíc obyvatel. 

## Sídla v rajónu
- Družba
- Ičňa
- Parafijivka